# Meloe rugulosus
Meloe rugulosus là một loài bọ cánh cứng trong họ Meloidae. Loài này được Brullé miêu tả khoa học năm 1832.